# Улица Щипок
Улица Щипо́к — улица в районе Замоскворечье города Москвы. Проходит от Стремянного переулка до Дубининской улицы. К Щипку примыкают с севера Большой Строченовский переулок, Малый Строченовский переулок, c юга 1-й Щипковский переулок. В середине XIX века в состав Щипка также включался участок современной Дубининской улицы от пересечения со Щипком и Жуковым проездом до 1-го Павловского переулка.

## Происхождение названия
Предположительно, представляет собой слегка изменённое название урочища Щупок. На расположенной там таможенной заставе специальным железным прутом («щупом») проверяли въезжающие в город обозы сена и соломы, чтобы купцы тайно не провезли в них облагаемые пошлиной товары(см. также улица Зацепа).
Ян Рачинский называет эту версию «абсолютно неправдоподобной» легендой, ведь название упоминается с начала XIX века — через полвека после отмены внутренних пошлин. По мнению краеведа, скорее всего, название происходит от кабака — сохранилось упоминание 1749 года о фартине Щипок за Серпуховскими воротами.

## История
Улица постепенно застраивалась после пожара 1812 года, и даже на плане 1850-х годов его южная сторона представляет собой обширное поле с рядом мелких деревянных домов. Обширные огороды были и к северу, между Щипком и Садовым кольцом (на месте современных 14-й больницы и Плехановской академии.
Открыв в 1857 году на улице механическую мастерскую, начинали свою деятельность крупнейшие впоследствии российские промышленники братья Бромлей.
После реформы 1861 года в застройке улицы доминировали: в западной части — благотворительные учреждения (Александровская больница, Солодовниковская богадельня — сейчас здания Института хирургии имени Вишневского), в восточной — мельницы и хлебные склады (нынешний мельзавод в доме № 22). До конца XIX века улица была застроена двухэтажными каменными домами, в начале XX века появился пятиэтажный доходный дом, однако до сих пор на улице сохраняется одноэтажный деревянный дом (№ 3). В полуподвале этого дома печатали «Искру». Владельцев расстреляли и репрессировали. В 1950 году сделали пристройку к дому с тыльной стороны. С 1940 года дом стал принадлежать заводу «ЗВИ» . Сейчас в доме никто не живет.

## Примечательные здания и сооружения
Ни один из домов на Щипке не включен в городской реестр памятников.

### По нечётной стороне
- № 1/31 — консульство Испании.

Консульский отдел посольства Испании в Москве

- № 3 стр. 1 —  памятник архитектуры (вновь выявленный объект) одноэтажный деревянный дом М. Н. Масловой (1855; 1875, 1888), по другим источникам — дом мещан Петровых 1861 года постройки. В 2010 году дом пытались продать как ветхое строение под снос[5]. По действующему градостроительному плану, согласованному Замоскворецким Советом депутатов 24 июня 2014 г., здание будет сохранено, а рядом будет построена новая деревянная гостиница[6].
- № 9 — реконструированный двухэтажный дом XIX века.
- № 11 стр. 1 — Альфа-Банк (ипотечное кредитование) и еще 19 организаций (Арбитражная палата, компания Bellerage, Нед-Центр, Машпромлизинг и др.). До 2019 г. — здание занимал Визовый центр нескольких стран Шенгенской зоны Европейского союза (Бельгии, Нидерландов, Дании, Исландии, Мальты и др.)
- № ? — Городская клиническая больница № 14 имени В. Г. Короленко (фактический адрес — Большой Строченовский переулок, 23А)
- № 13 — школа № 627 (фактический адрес — Дубининская улица, 42).

### По чётной стороне
- № 2 — трёхэтажный дом XIX века.

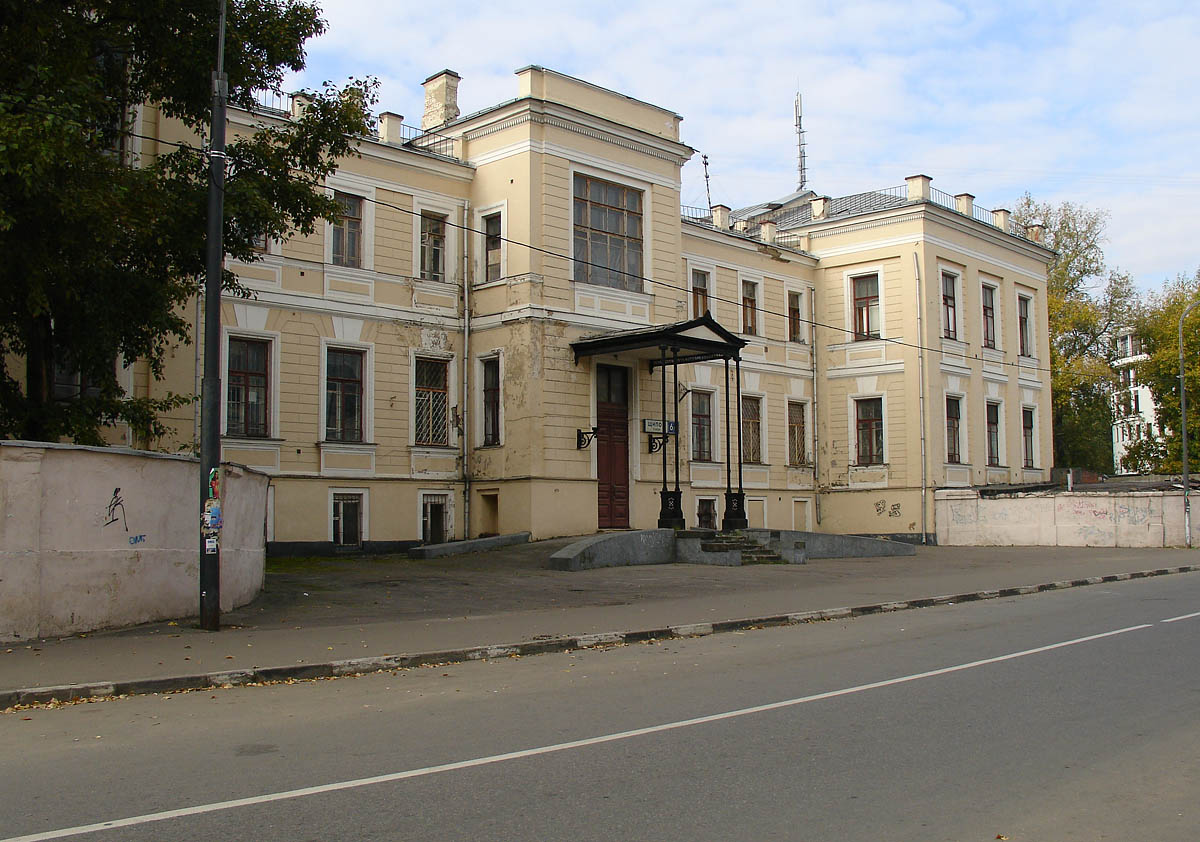
№ 6/8, б. Александровская больница, 1865

- № 4 — училище Московского купеческого общества
- № 6/8 стр. 4 — богадельня Солодовниковых с церковью Михаила Архангела (1862, архитектор П. С. Кампиони). Здание многократно перестраивалось: в 1886—1887 годах по проекту архитектора Александра Каминского, а также в 1902 и 1914 годах.

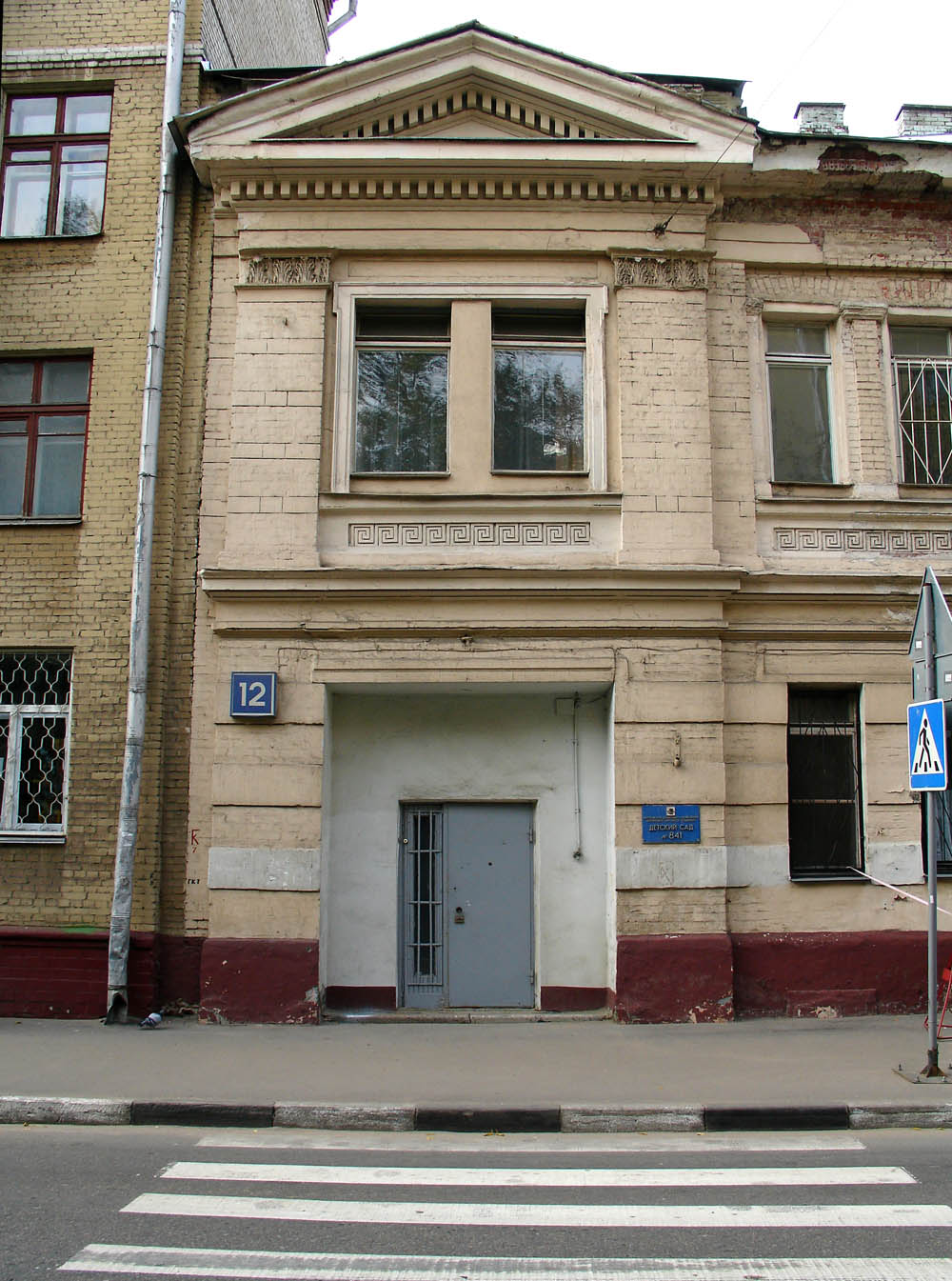
№ 12, дом постройки 1913 года

- № 12 — дом попечительства (1913, архитектор И. А. Гущин)[7]. Двухэтажное здание занимает детский сад № 627.
- № 16/32 — здание 1901 года постройки, архитектор Александр Антонов. Реконструировано под гостиницу.
- № 18 — двухэтажный каменный дом, построенный в 1840 году, вероятно, является старейшим на этой улице. Здание многократно перестраивалось, в советское время здесь находилась типография, затем — различные офисы.
- № 18 стр. 2 — шестиэтажное офисное здание (1994, архитектор Александр Минорский), облицовка из майолики выполнена Андреем Кокшаровым и Михаилом Ермиловым[8].
- № 20 — доходный дом М. Васильева. Здание в стиле рационального модерна (1910, архитектор Василий Мотылёв).
- № 22 — первые здания завода «Новая Победа» были построены в 1878 году. Строения, выходящие фасадами на улицу Щипок, постепенно сносятся, в глубине квартала ещё существует производство[источник не указан 3978 дней]. На месте уже снесённых заводских построек возведена гостиница «Ибис».
- № 30 — двухэтажный жилой дом.

## В искусстве
- Название улицы было обыграно в работе московского стрит-артиста Zoom, который в 2017 году нарисовал под названием улицы руку, как будто «щипающую» стену (работа была почти тут же закрашена представителями коммунальных служб)[9].